# بلاك بيري زد 3
بلاك بيري زد 3 (بالإنجليزية: BlackBerry Z3)‏ هو هاتف ذكي من بلاك بيري يعمل بنظام بلاك بيري، تم طرحه في الأسواق في 13 مايو 2014.

## الخصائص
- نظام التشغيل: بلاك بيري
- الكاميرا الخلفية: 5 ميجابكسل
- الشاشة: 540 × 960
- الوزن: 164 غ (5.78 أونصة)
- المعالج: 1.2 جيجا هرتز
- الذاكرة: 5 جيجابايت رام
- التخزين: 8 جيجابايت ذاكرة وميضية